# Sophie Beau
Sophie Beau (Tours, 1973) is een Franse mensenrechtenactiviste en medeoprichter van SOS Méditerranée dat zich inzet voor bootvluchtelingen op de Middellandse Zee.
Beau studeerde antropologie en sociale wetenschappen aan de Sorbonne. Ze werkte onder andere als coördinator van medische hulpprogramma's voor ze in 2016 samen met de Duitser Klaus Vogel SOS Méditerranée oprichtte. Deze hulporganisatie verwierf bekendheid met haar schip Aquarius.